# كورتيس بليك
كورتيس بليك (بالإنجليزية: Curtis Blake)‏ هو فاعل خير وشخصية أعمال أمريكي، ولد في 15 أبريل 1917، وتوفي في 24 مايو 2019.